# Catagramma martini
Catagramma martini är en fjärilsart som beskrevs av Krüger 1933. Catagramma martini ingår i släktet Catagramma och familjen praktfjärilar. Inga underarter finns listade i Catalogue of Life.